# 大木政長
大木 政長（おおき まさなが、生没年不詳）は、南北朝時代の武将。別名に宇都宮政長。父は筑後宇都宮氏の宇都宮資綱。大木氏の祖。
高祖父宇都宮泰宗以来の大木城を継ぎ大木氏を名乗る。
戦国時代の大木統光は、筑後国柳川城主で筑後十五城筆頭の蒲池鎮漣の従兄弟で重臣。明治時代の政治家で華族（伯爵）の大木喬任は子孫にあたる。